# فرست‌ترید
فرست‌ترید (انگلیسی: Firstrade) شرکت خدمات مالی آمریکایی است، که در سال ۱۹۸۵ تأسیس شد.